# Sencha mac Ailella
Sencha mac Ailella ['ʃenxa mak 'alʼeLa] ist der Name einer Sagenfigur aus dem Ulster-Zyklus der keltischen Mythologie Irlands.
Sencha mac Ailella ist ein Dichter (fili) und Rechtsprecher am Hofe von König Conchobar mac Nessa. Im Gegensatz zu Bricriu Nemthenga und Dubthach Dael Ulad ist er stets um Ausgleich und Friedensstiftung bei Streitfällen bemüht. Als Schlichter bei Zwistigkeiten unter den Ultern ist er wegen seiner Gerechtigkeit stets erfolgreich, denn er unterliegt der geis (Tabu, Auflage), dass bei einem falschen Urteilsspruch sein Gesicht durch Flecken verunstaltet werden würde. Als Erzieher von Cú Chulainn wird er ebenfalls erwähnt.
Mit dieser geis ist er mit dem Richter Morann zu vergleichen, dessen Halskragen sich bei einem ungerechten Urteil zusammenzog.